# Arthur Stuart-Menteth Hutchinson
Arthur Stuart-Menteth Hutchinson, född 2 juni 1879, död 1971, var en brittisk författare.
Hutchinsons första böcker rönte föga beaktande, men med romanen If winter comes (1921) vann han en lika plötslig som vidsträckt popularitet, som dock med tiden svalnade.

## Böcker på svenska
- Om vintern råder ... (If winter comes) (översättning Hildegard Wieselgren, Bonnier, 1923)
- En segrare (The happy warrior) (översättning Gunhild Tegen, Lindblad, 1924)
- Högre ändamål (One increasing purpose) (översättning Hildegard Wieselgren, Lindblad, 1926)

## Fotnoter
1. ↑  Gemeinsame Normdatei, Deutsche Nationalbibliotheks katalog-id-nummer: 10413688447749153-1, läst: 7 mars 2015.[källa från Wikidata]